# Информация Фишера
Информа́ция Фи́шера — математическое ожидание квадрата относительной скорости изменения условной плотности вероятности {\displaystyle p(x|\theta )}. Эта функция названа в 
честь описавшего её Рональда Фишера.

## Определение
Пусть {\displaystyle f(\theta ,\;x_{1},\dots ,\,x_{n})} — плотность распределения для данной статистической модели. Тогда если определена функция
{\displaystyle I_{n}(\theta )=\mathbb {E} _{\theta }\left({\frac {\partial L(\theta ,\;x_{1},\dots ,\,x_{n})}{\partial \theta }}\right)^{2},\;L=\sum _{i=1}^{n}\ln f(\theta ,x_{i})},
где {\displaystyle L(\theta ,\;x_{1},\dots ,\,x_{n})} — логарифмическая функция правдоподобия, а {\displaystyle \mathbb {E} _{\theta }} — математическое ожидание по {\displaystyle x} при данном {\displaystyle \theta }, то она называется информацией Фишера для данной статистической модели при {\displaystyle n} независимых испытаниях.
Если {\displaystyle \ln f(x;\theta )} дважды дифференцируем по {\displaystyle \theta }, и при определенных условиях регулярности, информацию Фишера можно переписать как 
{\displaystyle I_{n}(\theta )=\mathbb {E} _{\theta }\left({\frac {\partial L(\theta ,\;X)}{\partial \theta }}\right)^{2}=-\mathbb {E} _{\theta }\left({\frac {\partial ^{2}L(\theta ,\;X)}{\partial \theta ^{2}}}\right)}
Для регулярных моделей: {\displaystyle \mathbb {E} _{\theta }\left({\frac {\partial L(\theta ,\;x_{1},\dots ,\,x_{n})}{\partial \theta }}\right)=0} (В этом и состоит определение регулярности).
В этом случае, поскольку математическое ожидание функции вклада выборки равно нулю, выписанная величина равна её дисперсии.
Фишеровским количеством информации, содержащемся в одном наблюдении называют:
{\displaystyle I_{i}(\theta )=\mathbb {E} _{\theta }\left({\frac {\partial \ln f(\theta ,\,x_{i})}{\partial \theta }}\right)^{2}}.
Для регулярных моделей все {\displaystyle I_{i}(\theta )} равны между собой.
Если выборка состоит из одного элемента, то информация Фишера записывается так:
{\displaystyle I(\theta )=\mathbb {E} _{\theta }\left({\frac {\partial \ln f(\theta ,\,x)}{\partial \theta }}\right)^{2}}.
Из условия регулярности, а также из того, что в случае независимости случайных величин дисперсия суммы равна сумме дисперсий, следует, что для {\displaystyle n} независимых испытаний {\displaystyle I_{n}(\theta )=nI(\theta )}.

## Свойства
- Из указанного выше свойства дисперсий следует, что в случае независимости случайных величин {\displaystyle \xi _{1}(\theta ,\,x),\dots ,\,\xi _{n}(\theta ,\,x)} (рассматриваемых в одной статистической модели) информация Фишера их суммы равна сумме информации Фишера каждой из них.

### Сохранение информации достаточной статистикой
В общем случае, если {\displaystyle T=t(X)} — статистика выборки X, то 
{\displaystyle I_{T}(\theta )\leq I_{X}(\theta )}
Причем равенство достигается тогда и только тогда, когда T является достаточной статистикой.
Достаточная статистика содержит столько же информации Фишера, сколько и вся выборка X. 
Это может быть показано с помощью факторизационного критерия Неймана для достаточной статистики. Если статистика {\displaystyle T(X)} достаточна для параметра {\displaystyle \theta }, то существуют функции g и h такие, что:
{\displaystyle f(X;\theta )=g(T(X),\theta )h(X)}
Равенство информации следует из:
{\displaystyle {\frac {\partial }{\partial \theta }}\ln \left[f(X;\theta )\right]={\frac {\partial }{\partial \theta }}\ln \left[g(T(X);\theta )\right]}
что следует из определения информации Фишера и независимости {\displaystyle h(X)} от {\displaystyle \theta }.